# Eumantispa campioni
Eumantispa campioni är en insektsart som först beskrevs av Navás 1914.  Eumantispa campioni ingår i släktet Eumantispa och familjen fångsländor. Utöver nominatformen finns också underarten E. c. insignis.